# Lei dos Direitos Civis de 1871
A Lei dos Direitos Civis de 1871, também conhecida como Lei da Ku Klux Klan, Terceira Lei de Execução, Terceira Lei da Ku Klux Klan, ou Lei de Execução de 1871, é uma lei aprovada pelo 42º Congresso dos Estados Unidos e sancionada pelo Presidente Ulysses S. Grant, em 20 de abril de 1871, com o objetivo de combater o vigilantismo paramilitar da Ku Klux Klan. A lei classifica determinados atos, cometidos por indivíduos, como crimes federais, incluindo conspiração para privar cidadãos de seus direitos de ocupar cargos, servir em júris ou desfrutar da proteção igualitária da lei. Além disso, a legislação autoriza o Presidente a enviar tropas federais para enfrentar a Klan e suspender o mandado de habeas corpus, permitindo a realização de prisões sem acusação formal.
Foi a última das três Leis de Execução aprovadas pelo Congresso entre 1870 e 1871 durante a Era da Reconstrução, visando proteger os direitos de sufrágio dos afro-americanos. Desde sua promulgação, o estatuto sofreu apenas pequenas alterações, mas tem sido amplamente interpretado pelos tribunais.
A solicitação para essa legislação partiu do Presidente Grant e foi aprovada um mês após sua apresentação ao Congresso. A necessidade da lei surgiu em resposta aos relatórios sobre ameaças raciais generalizadas no Sul, especialmente na Carolina do Sul. Grant acreditava que precisava de autoridade ampliada para intervir de forma eficaz. Após a aprovação da lei, o presidente obteve, pela primeira vez, o poder de suprimir desordens estaduais por iniciativa própria e de suspender o habeas corpus. Grant utilizou essa autoridade em várias ocasiões durante sua presidência, resultando no desmantelamento completo da KKK, encerrando assim a era da "primeira Klan", que não ressurgiu de forma significativa até o início do século XX.
Várias disposições da lei permanecem em vigor atualmente como estatutos codificados. A mais significativa é a Seção 1979 dos Estatutos Revisados, intitulada "Ação Civil por Privação de Direitos". Este é o estatuto de aplicação de direitos civis mais amplamente utilizado, permitindo que indivíduos processam em tribunais civis por violações de seus direitos civis.

## Histórico
Em resposta à violência política da Ku Klux Klan e de outras organizações durante a Era da Reconstrução, após a Guerra Civil Americana, o Congresso dos Estados Unidos aprovou três Leis de Execução, concedendo ao governo federal poderes ampliados para assegurar os direitos constitucionais dos cidadãos. O terceiro desses atos, promulgado em abril de 1871, conferiu ao Presidente o poder de efetuar prisões sem julgamento, conhecido como suspensão do habeas corpus, além de autorizar o uso das forças armadas federais em solo nacional para garantir a observância dos direitos constitucionais, entre outras medidas.
Em janeiro de 1871, o senador republicano John Scott, da Pensilvânia, convocou um comitê do Congresso para ouvir depoimentos de testemunhas sobre as atrocidades cometidas pela Ku Klux Klan. Em fevereiro, o congressista republicano Benjamin Franklin Butler, de Massachusetts, apresentou um projeto de lei anti-Klan com o objetivo de aplicar a Décima Quarta Emenda e a Lei dos Direitos Civis de 1866. O projeto de Butler foi derrotado por uma margem estreita na Câmara dos Representantes, o que levou o deputado republicano Samuel Shellabarger, de Ohio, a propor um projeto substitutivo, que era apenas um pouco menos abrangente do que o original de Butler. Esse novo projeto conseguiu reunir apoio entre alguns republicanos resistentes e foi aprovado por uma margem estreita na Câmara, passou pelo Senado e foi sancionado como lei em 20 de abril pelo Presidente Grant.

### Uso durante a Reconstrução
Após a Guerra Civil, o presidente Ulysses S. Grant liderou uma campanha enérgica e, em última análise, bem-sucedida contra a Ku Klux Klan e suas ramificações, como os Cavaleiros da Camélia Branca, durante as décadas de 1860 e 1870. Grant enviou tropas federais para prender membros da Klan, recrutou advogados dos Estados Unidos para processar seus casos, apoiou legislações do Congresso, como a Lei da Ku Klux Klan, e organizou juízes federais para supervisionar os julgamentos relacionados à Klan.
Conforme estipulado na legislação da Klan durante a Era da Reconstrução, tropas federais foram empregadas em vez de milícias estaduais para garantir a aplicação da lei, e os membros da Klan foram processados em tribunais federais, onde, em alguns casos, os júris eram predominantemente formados por afro-americanos. Centenas de membros da Klan foram multados ou presos, e o habeas corpus foi suspenso em nove condados da Carolina do Sul. Esses esforços foram tão eficazes que a Klan foi desmantelada na Carolina do Sul e severamente enfraquecida em outras partes da antiga Confederação, onde já enfrentava um declínio significativo. A Klan não ressurgiu até sua renovação em 1915. No entanto, durante sua breve existência, a “primeira era” da Klan alcançou muitos de seus objetivos no Sul, incluindo a negação do direito de voto aos afro-americanos.
No início de sua implementação, sob a administração de Grant, a Lei da Ku Klux Klan foi utilizada, juntamente com a Lei de Execução, para processar aqueles que violavam os direitos civis dos afro-americanos recém-libertados. Após o término do governo Grant e o desmantelamento da Reconstrução sob Rutherford B. Hayes, a aplicação dessa legislação tornou-se escassa, e poucos casos foram levados à justiça com base nesse estatuto por quase um século.

### Uso durante e após a presidência de Donald Trump
Em dezembro de 2020, a Associação Nacional para o Progresso de Pessoas de Cor (NAACP), em colaboração com a Organização de Direitos Previdenciários de Michigan e um grupo de eleitores de Detroit, processou o então presidente dos Estados Unidos, Donald Trump, sua campanha presidencial e o Comitê Nacional Republicano com base na Lei de Direitos de Voto de 1965. Segundo a ação judicial, Trump e o Partido Republicano "coordenaram uma conspiração para privar os eleitores negros de seus direitos" por meio de ações judiciais destinadas a anular os resultados da eleição presidencial de 2020 em Michigan, Geórgia e Pensilvânia, utilizando "intimidação e coerção de funcionários e voluntários eleitorais".
Em fevereiro de 2021, a NAACP e o escritório de advocacia Cohen Milstein protocolaram outra ação judicial em nome do representante dos EUA Bennie Thompson, com a adesão de outros congressistas ao litígio. Esta ação foi movida contra o ex-presidente Donald Trump, Rudy Giuliani, os Proud Boys e os Oath Keepers, alegando violações da lei em relação a tentativas de rejeitar a certificação dos resultados da eleição durante a contagem de votos do Colégio Eleitoral dos Estados Unidos em 2021, além de conspiração para incitar a violência que culminou no ataque ao Capitólio dos Estados Unidos em 2021. Após as ações judiciais de Thompson e do congressista Eric Swalwell, o Comitê de Advogados para Direitos Civis sob a Lei apresentou uma queixa em nome de sete policiais da Polícia do Capitólio, acusando Trump, Roger Stone, Proud Boys, Stop the Steal, Oath Keepers e outros de conspirar para atacar o Capitólio, com base na mesma legislação e na Lei de Crimes Relacionados a Preconceitos de D.C. Em 2 de fevereiro de 2022, Alexander Vindman processou vários aliados de Trump, alegando que eles o intimidaram e retaliaram enquanto ele prestava depoimento no Congresso, violando assim a Lei da Ku Klux Klan de 1871. Os réus nesse processo incluem Donald Trump Jr., Rudy Giuliani, o ex-vice-chefe de gabinete da Casa Branca Dan Scavino e a ex-vice-diretora de comunicações da Casa Branca Julia Hahn.
Em 2021, autores envolvidos no Incidente do Trem Trump do Texas durante a campanha presidencial de Biden-Harris de 2020 processaram a cidade de San Marcos, Texas, e vários réus individuais com base na Lei Ku Klux Klan, no Tribunal Distrital dos EUA para o Distrito Ocidental do Texas. Em 2023, San Marcos e dois réus individuais chegaram a um acordo com os autores da ação. Em 23 de setembro de 2024, um júri considerou um dos seis réus restantes responsável por US$ 30.000 em danos punitivos, a serem divididos entre os três autores da ação, além de conceder US$ 10.000 em danos compensatórios ao motorista do ônibus. O Austin American Statesman observou que "[o] veredicto marca a primeira vez na era moderna que um júri considerou um réu responsável de acordo com as cláusulas de apoio ou defesa da Lei da Klan de 1871”

## Seção 1 (1983)
A Seção 1 da Lei, atualmente codificada como Seção 1979 dos Estatutos Revisados, é amplamente conhecida como "Seção 1983". Esta seção autoriza medidas cautelares e compensações monetárias contra qualquer pessoa que, agindo sob a autoridade da lei estadual, privar outra pessoa dos direitos garantidos pela Constituição dos Estados Unidos ou pela legislação federal. A Seção 1983 é o estatuto de direitos civis mais proeminente e frequentemente litigado.

A Seção 1983 dos Estatutos Revisados tem a seguinte redação:
Toda pessoa que, em virtude de qualquer estatuto, portaria, regulamento, costume ou uso de qualquer Estado ou Território ou do Distrito de Colúmbia, sujeitar ou fizer com que seja sujeitado qualquer cidadão dos Estados Unidos ou outra pessoa dentro de sua jurisdição à privação de quaisquer direitos, privilégios ou imunidades garantidos pela Constituição e pelas leis, será responsável perante a parte prejudicada em uma ação judicial, processo de equidade ou outro procedimento adequado para reparação, exceto que, em qualquer ação movida contra um oficial de justiça por um ato ou omissão tomada na capacidade judicial de tal oficial, a medida cautelar não será concedida, a menos que um decreto declaratório tenha sido violado ou que a medida declaratória não esteja disponível. Para os fins desta seção, qualquer lei do Congresso aplicável exclusivamente ao Distrito de Colúmbia será considerada uma lei do Distrito de Colúmbia.
A Seção 1983 possibilita a reparação - na forma de danos monetários - para aqueles cujos direitos e garantias constitucionais foram violados por uma pessoa agindo sob autoridade estatal. Normalmente, as violações de direitos constitucionais são corrigidas por meio de desempenho específico, incluindo liminares dos tribunais. Por exemplo, se o direito ao devido processo legal de uma pessoa for violado por um agente penitenciário agindo sob a autoridade do Estado, essa pessoa pode, de acordo com a Seção 1983, entrar com uma ação por danos monetários contra o agente penitenciário. Sem a Seção 1983, essa pessoa precisaria buscar uma liminar nos tribunais, a qual não poderia ser aplicada a danos passados, mas apenas a danos futuros. Assim, a pessoa teria uma causa acionável - a violação constitucional - sem um recurso adequado. Embora a maioria das reivindicações da Seção 1983 seja apresentada contra funcionários penitenciários por prisioneiros, muitas dessas reivindicações são rejeitadas por falta de mérito. Contudo, qualquer pessoa pode apresentar uma reivindicação, desde que tenha uma causa adequada de ação.
As circunstâncias mudaram em 1961, quando a Suprema Corte dos Estados Unidos articulou três propósitos que fundamentam o estatuto: (1) "anular certos tipos de leis estaduais"; (2) fornecer "um recurso onde a lei estadual era inadequada"; e (3) fornecer "um recurso federal onde o recurso estadual, embora adequado em teoria, não estava disponível na prática". De acordo com a Suprema Corte dos Estados Unidos, em Adickes v. S. H. Kress & Co. (1970), uma ação sob a Seção 1983 requer dois elementos para a recuperação: (1) o autor deve provar que o réu o privou de um direito garantido pela "constituição e leis" dos Estados Unidos; e (2) o autor deve demonstrar que o réu o privou desse direito constitucional "sob a cor de qualquer estatuto, ordenança, regulamento, costume ou uso de qualquer Estado ou Território".
Atualmente, o estatuto é uma das autoridades mais poderosas com as quais os tribunais estaduais e federais podem proteger aqueles cujos direitos foram violados. A Seção 1983 dos Estatutos Revisados oferece um mecanismo para que os indivíduos busquem reparação quando seus direitos, garantidos pelo governo federal, são violados, incluindo os direitos da Primeira Emenda, a Cláusula do Devido Processo Legal e a Cláusula de Proteção Igualitária da Décima Quarta Emenda. A Seção 1983 também pode ser utilizada para reparar violações de direitos baseadas na Constituição federal e em estatutos federais, como a proibição de discriminação no emprego no setor público com base em raça, cor, nacionalidade, sexo e religião.

## Seção 2 (1985)
A Seção 2 da Lei, direcionada especificamente à Ku Klux Klan e composta por cerca de duas dúzias de cláusulas, era mais extensa do que a Seção 1 e recebeu atenção significativa do Congresso durante os debates. Esta seção proibia conspirações destinadas a derrubar o governo federal, realizar guerra contra os Estados Unidos, roubar propriedade federal e uma série de outros atos.
Inicialmente, a Seção 2 previa tanto responsabilidade civil quanto criminal. No entanto, o componente criminal foi considerado inconstitucional pela Suprema Corte no caso United States v. Harris (1883) e acabou sendo revogado pelo Congresso. A parte referente à responsabilidade civil da Seção 2 sobreviveu e foi posteriormente codificada como 42 U.S.C. § 1985, conhecida como "Seção 1985". Esta seção autoriza ações judiciais contra indivíduos que conspiram para cometer atos proibidos, como interferir no governo, obstruir a justiça ou privar alguém da proteção igualitária perante a lei.
A Seção 1985(1) aborda conspirações para impedir violentamente que um funcionário público assuma o cargo ou para "molestar, interromper, dificultar ou impedir" o cumprimento de deveres oficiais, entre outras condutas. A Seção 1985(2) trata de conspirações para prejudicar ou ameaçar testemunhas e jurados em tribunais federais, ou para interferir de qualquer outra forma nos processos judiciais, "com a intenção de negar a qualquer cidadão a proteção igualitária das leis".
Em alusão à prática da Klan de usar capuzes para ocultar suas identidades, a Seção 1985(3) proíbe que duas ou mais pessoas viajem disfarçadas ou conspirem para privar uma pessoa ou uma classe de pessoas da proteção igualitária da lei ou de outros direitos legais. Além disso, a Seção 1985(3) inclui as "cláusulas de apoio ou defesa", que abrangem conspirações destinadas a prejudicar cidadãos em razão de seu apoio ou defesa de um candidato federal a cargo público.

## Seção 6 (1986)
A Seção 6 da Lei, conhecida como "Seção 1986", impõe responsabilidade civil àquelas pessoas que têm conhecimento de uma violação da Seção 1985 ou de uma violação planejada dessa seção, e que estão em posição de impedir tal violação, mas não o fazem, ou deixam de tentar impedi-la ou de ajudar na sua prevenção. Enquanto as outras seções da lei oferecem um recurso contra conspiradores que privam indivíduos de seus direitos, a Seção 1986 estabelece um recurso contra aqueles cuja aquiescência possibilita a ocorrência dessas conspirações.
Os legisladores reconheceram que a violência política perpetrada pela Ku Klux Klan não poderia persistir sem a aprovação tácita dos líderes comunitários locais. Assim, buscaram conter a Klan responsabilizando financeiramente esses líderes por atos terroristas que eles não conseguissem impedir de forma consciente. Embora esta seção tenha sido raramente invocada desde sua promulgação, ela é utilizada atualmente para combater o terrorismo, servindo como um "desincentivo para aqueles que protegeriam ou promoveriam atos terroristas conspiratórios”.

## Outras disposições
A Seção 3 da Lei autorizou o presidente a utilizar as forças armadas para reprimir a violência doméstica e conspirações que visassem privar as pessoas de seus direitos constitucionais.
A Seção 4 conferiu ao presidente a autoridade para suspender o mandado de habeas corpus com o objetivo de reprimir uma rebelião; essa seção, no entanto, expirou após um ano.
A Seção 5 estabeleceu que indivíduos que violassem a Lei não poderiam atuar como jurados em qualquer processo relacionado a ela, além de impor aos jurados o juramento de não infringir a Lei.
Por fim, a Seção 7 especificava que "nada aqui contido será interpretado como substituição ou revogação de qualquer ato ou lei anterior, exceto na medida em que o mesmo possa ser considerado incompatível" e que os processos "deverão ser continuados e concluídos da mesma forma como se esta lei não tivesse sido aprovada, exceto na medida em que as disposições desta lei possam sustentar e validar tais processos”.

## Jurisprudência
Embora algumas disposições tenham sido consideradas inconstitucionais em 1883, a Lei da Execução de 1870 e a Lei dos Direitos Civis de 1871 foram invocadas em diversos conflitos relacionados a direitos civis, incluindo os assassinatos de Chaney, Goodman e Schwerner em 1964, o assassinato de Viola Liuzzo em 1965 e o caso Bray v. Alexandria Women's Health Clinic (1993), no qual o tribunal decidiu que “a primeira cláusula de 1985(3) não fornece uma causa federal de ação contra pessoas que obstruem o acesso a clínicas de aborto.”
A Lei também foi utilizada no caso Tinker v. Des Moines, de 1969, no qual a legislação se expandiu para responsabilizar conselhos escolares que impedissem direitos protegidos pelo governo federal.
Atualmente, a Lei de Direitos Civis de 1871 pode ser invocada sempre que um agente estatal viole um direito garantido pelo governo federal. O uso mais comum atualmente é para reparar violações da proteção da Quarta Emenda contra buscas e apreensões não razoáveis. Essas ações judiciais frequentemente envolvem questões de prisões indevidas e brutalidade policial, destacando casos como o de Rodney King. O surgimento do movimento Black Lives Matter, juntamente com a popularização das câmeras de vídeo em smartphones, facilitou a apresentação de ações judiciais sob a Seção 1983, especialmente devido ao uso de câmeras corporais por policiais.
A lei foi invocada no caso Robbins v. Lower Merion School District, de 2010, em que os autores da ação acusaram duas escolas de ensino médio em um subúrbio da Filadélfia de espionar secretamente alunos, ativando webcams embutidas em laptops fornecidos pela escola. As escolas admitiram ter capturado mais de 66.000 imagens de webcam e capturas de tela secretamente, incluindo imagens de alunos em seus quartos.
No caso da Suprema Corte de 2019, Nieves v. Bartlett, foi determinado que, em geral, quando existe causa provável para uma prisão, essa causa se sobrepõe a uma reivindicação de prisão retaliatória da Primeira Emenda decorrente da Seção 1983, embora haja algumas exceções restritas a essa regra. Policiais exercem poder discricionário ao efetuar prisões por crimes de contravenção sem mandado; assim, um autor pode ser bem-sucedido em uma reivindicação da Seção 1983 se apresentar provas objetivas de que outros indivíduos em circunstâncias semelhantes, que não estavam envolvidos em discurso protegido, não foram presos.
Em 2019, a Suprema Corte também decidiu que o prazo prescricional de três anos para uma ação civil de fabricação de provas nos termos da Seção 1983 da Lei de Direitos Civis começa a contar a partir do término do processo criminal em favor do autor.
Em junho de 2020, o Tribunal de Apelações dos Estados Unidos para o Quarto Circuito rejeitou a imunidade qualificada para cinco policiais da Virgínia Ocidental, que agrediram, espancaram, utilizaram gás lacrimogêneo e, por fim, mataram Wayne A. Jones, atirando nele 22 vezes.
Em 16 de fevereiro de 2021, a Lei foi invocada em uma ação no Tribunal Distrital de D.C. pelo Deputado Bennie G. Thompson, presidente do Comitê de Segurança Interna da Câmara, contra o ex-presidente Donald Trump, o advogado de Trump, Rudolph Giuliani, e os grupos extremistas Proud Boys e Oath Keepers.
O caso Thompson v. Trump, et al. foi seguido por uma ação subsequente apresentada em 26 de agosto de 2021 por sete policiais do Capitólio, supostamente contra os mesmos réus.